# Технології навчання
 Педагогічна технологія  — це змістовна техніка реалізації навчального процесу.

## Етапи розвитку педагогічної технології
І етап (1920—1960 рр.) — підвищення якості викладання розглядалось як єдиний шлях, що призводить до ефективного навчання. Здійснювалися спроби підвищення ефективності викладання шляхом підняття інформаційного рівня навчання при використанні засобів масової комунікації.
ІІ етап (1960—1970 рр.) — відбувається перенесення акценту на навчання. Це пов'язано з розвитком концепції програмованого навчання, яке вимагало врахування вікових тв індивідуальних особливостей учнів. Увага до процесу навчання призвела до усвідомлення факту, що саме він визначає методику навчання та є критерієм успіху.
ІІІ етап (сучасний)- розширення сфери педагогічної технології, яка претендує на провідну роль у плануванні, організації процесу навчання в розробці методів і навчальних засобів. Характерною тенденцією розвитку сучасної педагогічної технології є використання системного аналізу в розв'язанні практичних завдань, пов'язаних зі створенням та використанням навчального обладнання та засобів навчання. Головним критерієм системного аналізу на всіх рівнях є критерій оптимальності.

## Хронологія введення поняття «педагогічна технологія»
Перший період (40-ві — середина 50-их рр. ХХ ст.)харатеризується появою у навчальних закладах різноманітних аудіовізуальних засобів. Термін «технологія навчання» означав застосування досягнень інженерної думки у навчальному процесі.
Другий період (середина 50-их — 60-их рр. ХХ ст.) характеризується виникненням програмованого навчання. Були розроблені аудіовізуальні засоби, призначені для навчальної мети: засоби зворотного зв'язку, електронні класи, навчальні машини, лінгафонні кабінети, тренажери тощо. Під «технологією навчання» мали на увазі сукупність засобів і методів педагогічного процесу, що приводить до запланованого результату.
Третій період (70-і рр. ХХ ст.) характеризується трьома особливостями: розширенням бази педагогічної технології. Її фундамент утворюють інформатика, теорія телекомунікацій, педагогічна кваліметрія, системний аналіз і педагогічні науки (психологія навчання, теорія керування пізнавальною діяльністю, організація навчального процесу, наукова організація педагогічної праці);
зміцненням методичної бази. Відбувається перехід від веербального до аудіовізуального навчання;
здійсненням підготовки професіональних педагогів-технологів.
Четвертий період (80-ті — 90-ті рр. ХХ ст.) характеризується створенням комп'ютерних лабораторій і дисплейних класів, зростанням кількості та якості педагогічних програмних засобів, використанням інтерактивних технологій в освіті.
П'ятий період (сучасний) характеризується широким застосуванням інноваційних педагогічних технологій, ефективних навчальних стратегій та формуванням компетентностей.

## Ознаки педагогічної технології
- чітка, послідовна педагогічна дидактична розробка цілей навчання та виховання;
- структурування, впорядкування, ущільнення інформації, належної до засвоєння;
- комплексне застосування дидактичних, технічних і комп'ютерних засобів навчання та контролю;
- підсилення діагностичних функцій навчання та виховання;
- гарантованість досить високого рівня якості навчання.

## Структура педагогічної технології
Опис педагогічної технології відображається у відповідній структурі:
ідентифікація відповідно до класифікації;
назва технології, яка відображає основні якості, принципову ідею, сутність системи навчання, основний напрямок модернізації навчально-виховного процесу;
концептуальна частина (стислий опис провідних ідей, гіпотез, принципів технології, що сприяють розумінню, трактуванню її побудови та функціонуванню:
- цільові установки та орієнтації,
- основні ідеї та принципи,
- позиція дитини в освітньому просторі;

особливості змісту освіти:
- орієнтація на особистісні структури,
- обсяг та характер змісту освіти,
- дидактична структура навчального плану, матеріалу, програм, форми викладення;

процесуальна характеристика:
- особливості методики, застосування методів та засобів навчання,
- мотиваційна характеристика,
- організаційні форми освітнього процесу,
- управління освітнім процесом (діагностика, планування, регламент, корекція),

програмно-методичне забезпечення:
- навчальні плани та програми,
- навчальні та методичні посібники,
- дидактичні матеріали,
- наочні та технічні засоби навчання,
- діагностичний інструментарій.

Експертиза педагогічної технології є багатоаспектною.
Концептуальна частина розглядається з позиції інноваційності, альтернативності, гуманізму та демократизму, сучасності. Зміст освіти в рамках технологій розглядається з позицій сучасних теорій середньої освіти, принципів системності, ідей розвивального навчання та соціального замовлення. У процесуальній характеристиці визначається доцільність та оптимальність окремих елементів, комплексність усіх методичних засобів, керованість, адекватність змісту освіти та контингенту тих, кого навчають. Програмно-методичне забезпечення повинно відповідати вимогам науковості, технологічності, повноти і реальності здійснення.
Головним критерієм оцінки педагогічної технології є її ефективність та результативність.

## Класифікація педагогічних технологій
За рівнем застосуванням:
- загальнопедагогічні;
- предметні, галузеві;
- локальні, модульні, вузькометодичні.

За філософською основою:
- матеріалізм / ідеалізм;
- діалектика / метафізика;
- наука / доцільність;
- гуманізм / антигуманізм;
- антропософія / теософія;
- прагматизм / екзистенціалізм.

За провідним фактором психічного розвитку:
- біогенні;
- соціогенні;
- психогенні;
- ідеалістські.

За концепцією засвоєння:
- асоціативно-рефлекторні;
- розвивальні;
- інтеріоризаторські;
- біхевіористичні;
- гештальт-технології;
- сугестивні;
- нейролінгвістичні.

За орієнтацією на особистісні структури:
- інформаційні. Формування знань, умінь, навичок;
- операційні. Формування дій;
- саморозвитку;
- формування естетично-художнього ставлення
- формування морально-етичного ставлення;
- евристичні. Розвиток творчості.

За характером змісту та структури:
- навчальні;
- виховні;
- світські;
- релігійні;
- загальноосвітні;
- професійні;
- гуманістичні;
- технократичні;
- монотехнології;
- політехнології;
- проникаючі технології.

За організаційними формами:
- класно-урочні;
- альтернативні;
- академічні;
- клубні;
- індивідуальні;
- групові;
- колективний спосіб навчання;
- диференційоване навчання.

За типом управління пізнавальною діяльністю:
- сучасне традиційне навчання (традиційно класичне — класично лекційне, навчання за книгою; навчання з допомогою ТЗН);
- система «консультант»;
- програмне навчання (ТЗН, диференційоване — система малих груп, система «репетитор»; програмне управління);
- комп'ютерне навчання.

За підходом до дитини:
- авторитарні;
- дидакто-, соціо-, анропо-, педоцентричні;
- особистісно-орієнтовані;
- гуманно-особистісно;
- технології співробітництва;
- вільного виховання;
- езотеричні.

За домінуючим методом:
- догматичні, репродуктивні;
- пояснювально-ілюстративні;
- розвивальне навчання;
- проблемні, пошукові;
- творчі;
- програмоване навчання;
- діалогічні;
- ігрові;
- саморозивальне навчання;
- інформаційні.

За напрямком модернізації існуючої традиційної системи:
- на основі гуманізації і демократизації відносин;
- на основі активізації та інтенсифікації діяльності;
- на основі ефективності організації і управління;
- на основі методичного і дидактичного реконструювання матеріалу;
- доцільні;
- альтернативні;
- цілісні технології авторських шкіл.

За категорією учнів:
- масова технологія;
- просунутої освіти;
- компенсуючі;
- віктімологічні;
- технології роботи з дітьми, що потребують посиленої педагогічної уваги;
- технології роботи з обдарованими.

Критерії педагогічної технології
Будь-яка педагогічна технології повинна відповідати основним критеріям:
концептуальність;
системність;
керованість;
ефективність;
відтворюваність.